# Ramses (Band)
Ramses II ist eine deutsche Musikgruppe, die im Dezember 1972 im Freizeitheim Vahrenwald in Hannover gegründet wurde. Die Gruppe ist Vertreterin des Krautrockgenres mit lang anhaltenden, Synthesizer-dominierten Stücken. 

## Geschichte
Die Band wurde von Hans-Jürgen Lammers (Schlagzeug), Peter Klages (Gitarre), Bernd Probst (Keyboards), Hans-Dieter Klinkhammer (Bass) und Herbert Natho (Gesang) gegründet. Der Name der Gruppe Ramses II geht auf einen Vorschlag von Peter Klages zurück. Jedoch wurde die Gruppe letztendlich immer Ramses und nicht Ramses II genannt. In den Jahren nach ihrer Gründung war die Gruppe einem ständigen Mitgliederwechsel unterworfen, bis sich nach gut zwei Jahren Bestand die Formation fand, die ihr während fünf Jahren zum Erfolg verhalf.  Bis 1983 war sie mehr auf der Bühne als im Studio aktiv, weswegen sie nur fünf Alben veröffentlichte, wovon ihr die ersten beiden auch zu internationalem Erfolg verhalfen. Nach dem Album Control Me aus dem Jahr 2000 wurde es zunächst still um die Gruppe.
Seit 2002 sind Ramses wieder live unterwegs. Im November 2014 veröffentlichten Ramses ihr bislang letztes Album, Firewall.

## Diskografie

### Alben
- 1976: La Leyla
- 1978: Eternity Rise
- 1981: Light Fantastic
- 2000: Control Me
- 2014: Firewall